# Кольорова революція

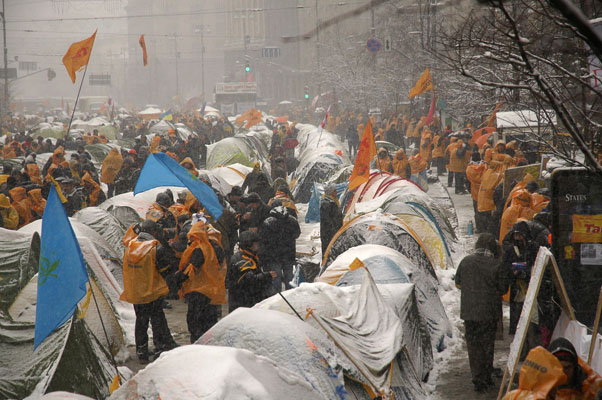
Київ, Хрещатик, зима 2004 року. Багато людей вийшли на протести із використанням кольорової символіки у вигляді помаранчевої стрічки та іншої атрибутики.

«Кольоро́ва револю́ція» (інколи Оксами́това револю́ція) — поняття, що застосовується для позначення так званих «ненасильницьких революцій», а також деяких широко відомих масових ненасильницьких акцій протесту. Внаслідок кольорових революцій відбулася зміна політичних режимів у низці постсоціалістичних країн (на території колишнього СРСР і Східної Європи) та країн арабського світу. «Кольорова революція» не має загальноприйнятого і чіткого визначення, проте, випадки революцій які відбулись, проходили із використанням кольору, взятого із брендового стилю опонуючої політичної сили, з виготовленням чисельних елементів кольорової атрибутики — друкованої продукції, наметів, сувенірної продукції, стрічок для носіння на одягу, окремих елементів одягу конкретного кольору. В Україні відбулась одна «помаранчева» кольорова революція у 2004 році, коли через масові фальсифікації виборів у 2004 на користь Януковича піднялись ненасильницькі протести, які не будучи направлені проти конкретно діючої влади, закінчились перевиборами із обранням президента Ющенка.

## Етимологія, введення поняття в обіг
Фіксується не пізніше кінця листопада 2004, буквально на самому початку першого Майдану. Від «кольорова» + «революція», абстраговане переосмислення назви «Помаранчева революція»

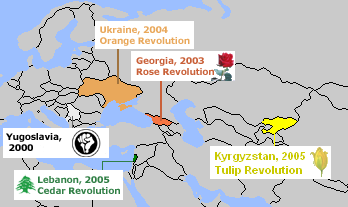

## Кольорові революції
- 1989 — Оксамитова революція (Чехословаччина) та аналогічні їй «оксамитові революції» в інших країнах Східної Європи.
- 2000 — Бульдозерна революція (Югославія (Сербія).
- 2003 — Революція троянд (Грузія).
- 2004 — Помаранчева революція (Україна).
- 2005 — Тюльпанова революція (Киргизстан).
- 2005 — Спроба кольорової революції під час протестів в Узбекистані.
- 2005 — Кедрова революція (Ліван).
- 2020 — Спроба кольорової революції у Білорусі (біла та червона символіка), протести були придушені.

В окремих випадках проти мирних протестантів була застосована зброя, що призвело до масової загибелі людей (Югославія, Україна тощо).

Екс-посол США у Росії М. Макфол в інтерв'ю [Архівовано 3 березня 2021 у Wayback Machine.] американському виданню The New Yorker визнав причетність США до організації революції у Сербії (Югославії). Він розповів журналісту, що в Сербії гроші були передані опозиції, щоб дестабілізувати ситуацію, і це успішно спрацювало, а також згадав повалення прем'єра Моссадика в Ірані в 1953 році та підтримку «контрас» в Нікарагуа.
Чи використовували США таємні операції для підбурювання до зміни режиму? Відповідь — Так. Я не хочу потрапити в біду або потрапити у в'язницю, але чи підтримали США опозицію, щоб домогтися політичних змін? Сербія — це парадигматичний випадок: спрямувати гроші опозиції на дестабілізацію обстановки, і це було успішно". Він також згадав про повалення Моссадика в 1953 році в Ірані та підтримку Нікарагуанських контрас.

## Рушійні сили
Ненасильницький характер кольорових революцій унеможливлює їх ресурсне забезпечення через захоплення ресурсної бази. Як наслідок, протестне ядро таких революцій структуроване і включає:
- спонсорів протесту — покровителів маси революціонерів, що забезпечують фінансування, логістику та інформаційну підтримку протесту;
- організаторів протестів — польових командирів, фахівців з піару і пропаганди, які створюють та організовують інформаційне тло та підтримують акції протесту в потрібному, мирному руслі;
- протестантів — населення, що забезпечує масовість мирних протестних акцій на міських площах і вулицях.

Наявність спонсорів протесту створює приводи для критики кольорових революцій стосовно їх «зовнішнього» походження, «експорту». Так, ще в 1997 році внаслядок офіційного оприлюднення частини архіву ЦРУ стало відомо про організацію США перевороту у Гватемалі (1954 рік), котрий в розсекреченій офіційній американській доповіді було названо «Операцією ЦРУ з повалення уряду Гватемали».